# 加藤製作所 (金屬部品)
株式会社 加藤製作所，簡稱加藤製作所，是一家位於日本岐阜縣的精密機械零件製造公司，主要客戶為三菱重工業株式会社及川崎重工業株式会社。

## 概略
加藤製作所位於日本中部製造業重鎮岐阜縣，是一個家族經營企業。早期，該企業以製造農具為主要業務。
隨著日本的經濟於二次世界大戰後逐漸轉型，加藤製作所開始配合汽車與電子製造產業生產各種工廠所需之加工裝配架。
今日，加藤製作所轉以生產航空飛行器零件為主要業務。其社長的加藤景司曾表示：「飛機與火箭，是工業的象徵。」